# Castell de Castellolí
El castell de Castellolí, antigament conegut com a castell d'Aulí, és un castell molt enrunat, situat al municipi de Castellolí, Anoia. Del recinte encara es conserven importants fragments de muralla, una gran cisterna i dues estances cobertes amb volta de mig punt. En un dels extrems es conserven l'absis guarnit amb bandes llombardes de la que va ser església romànica de Sant Feliu, i que, posteriorment dedicada a Sant Vicenç, fou parroquial fins a l'any 1705.

## Ubicació
El conjunt de ruïnes de l'antic castell es troben ben a prop del camí que uneix Igualada i la Conca d'Òdena amb Barcelona a través dels Brucs. Va ser construït en un indret ben estratègic pel que fa a la defensa de les terres situades a la riba esquerra del Llobregat (la Catalunya Vella) esdevenint doncs un pas vital en aquest sentit.
L'altre castell proper que defensava l'altre pas important era el de Castell de Claramunt, que guardava el camí que conduïa al Penedès a través de l'estret de Capellades. Una missió idèntica servant dos passos vitals per a la consolidació de les fronteres comtals amb els sarraïns del Baix Penedès i Camp de Tarragona.

## Història
Les primeres notícies del castell daten del juliol de 990 amb motiu de la donació de Senderedus i muller a l'església de Santa Maria del terme del castell de Claramunt i del comtat de Barcelona, d'uns terrenys que es trobaven al comtat de Manresa «in terminio de castrum Audelino». Aquesta denominació prové, segons afirmà Francesc Carreras i Candi (1907), del nom d'un noble anomenat Eulí, Aulí o Odelí, el qual amb el temps es convertí en Olí.
El desembre de 1003 fou proclamat el testament sacramental d'«Audesindo», qui, en acudir a defensar el «kastrum Audelini» contra els sarraïns que hi posaren setge va ser mort. En confirmar el papa Silvestre II els béns del monestir de Sant Cugat del Vallès fa esment del castell Odelino. D'aquest castell hi ha documents sota les denominacions Adolino (1046), Odolini (1058), Udulini (1063) i Odolino (1068) amb motiu de vendes i referències a descripcions de territoris.

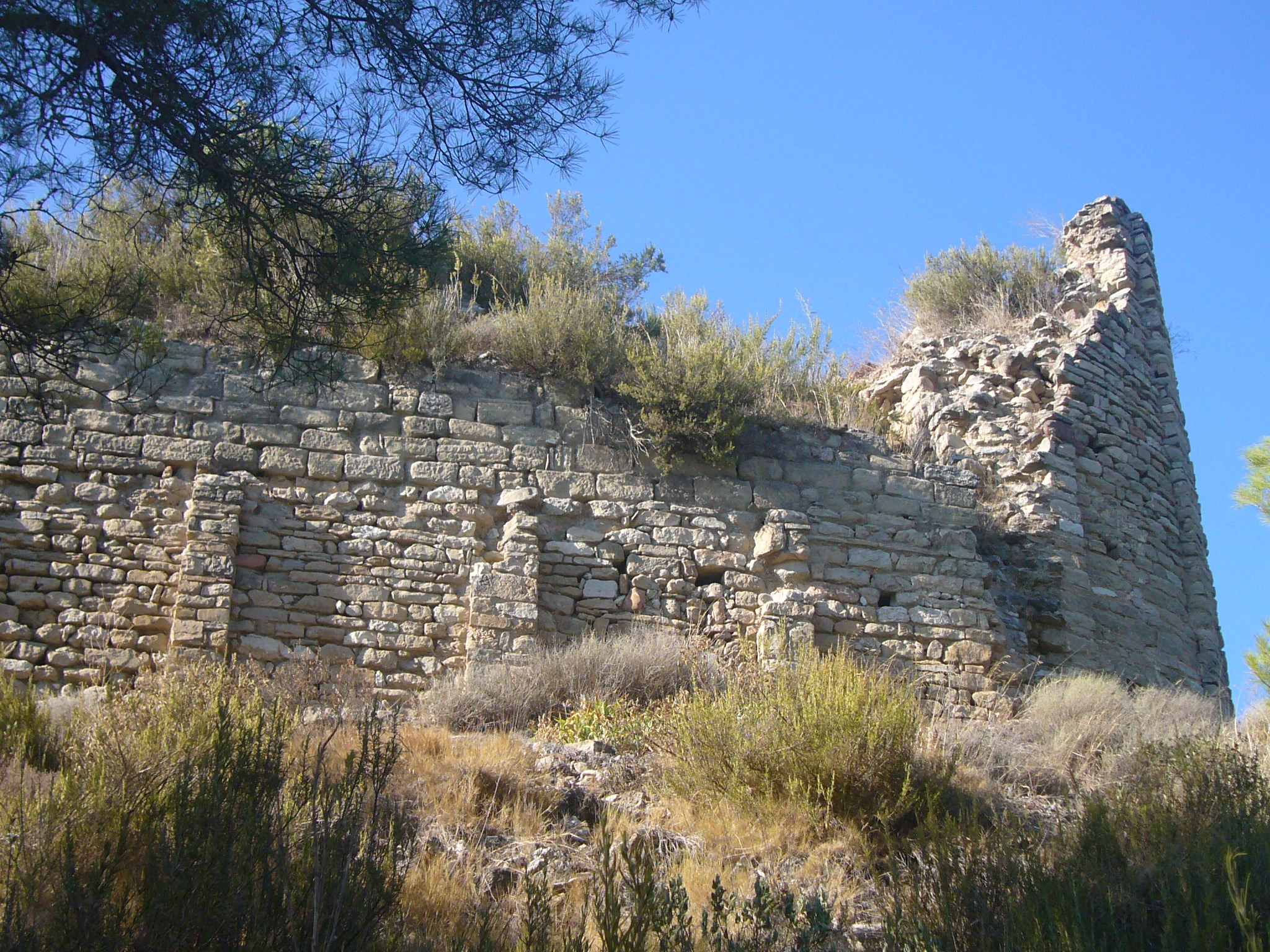
Cara sud de l'església romànica (setembre 2011)

Una nova confirmació de béns del monestir de Sant Cugat datada el 1098 també parla d'aquest castell, ara anomenat Odilone, i el 1131 torna a aparèixer en el contenciós obert entre Ramon Guillem d'Òdena, senyor de la baronia del mateix nom, amb l'abat de Sant Cugat. En aquest document es parla de la seva castlania la qual va encomanar Ramon Berenguer IV al vescomte Reverter, junt amb altres castells. El vescomtat de Barcelona s'extingí, però l'any 1268 el rei Jaume I va escriure al vescomte de Cardona, Ramon Folc, ordenant-li que lliurés a Joan Pere Sabata, batlle de Montblanc, la possessió dels castells que per ell tenia en feu, i entre ells figurava el de Castellolí.
El 1337, Guillem de Castellolí, (documentalment consta com de Castell Auli) tenia també el castell d'Òdena en nom del rei Pere el Cerimoniós i amb vinculació a Ramon de Cardona. Aquesta vinculació no agradava als jurats d'Igualada cosa que manifestaren en diverses ocasions al rei. Uns anys després un fogatge dimanat de les Corts de Cervera (1359) indica l'existència de 27 focs per «Castellaulí dels Comtes de Cardona». Quan es creà el comtat de Cardona, el 1375, Castellolí consta com integrat en ell. D'aquests temps hi ha notícies de picabaralles entre els bàndols dels «Castellaulins» i els «Ocellons», havent de ser pacificats el 1384 pel mateix rei Pere.
El 2 de juliol de 1416 té lloc una sentència en la que el jutge declarà que el comte Joan Ramon Folc de Cardona havia de pagar 2.500 florins d'or d'Aragó al donzell Bernat d'Argençola pels drets que li pertanyien en el castell de Castellolí. De fet, el castell de Castellolí, juntament amb el d'Òdena i el de Claramunt, possessions dels Cardona, mantingueren un antagonisme amb Igualada, vila reial, situació que perdurà fins al segle xvii.
Durant la Guerra dels Segadors (1640-1652) Castellolí i el seu castell jugaren un paper important en l'estratègia d'intentar tallar el pas a les tropes castellanes. L'últim episodi que viuria el castell va ser durant la primera guerra carlina, quan Castellolí fou centre d'un destacament militar per defensar el camí i l'accés a Igualada.

## Arquitectura
Es conserven algunes poques restes del castell, com són murs i restes de voltes de canó i també una torre quadrangular més tardana, de telegrafia òptica, amb una sèrie d'espitlleres. Hi ha, entre les ruïnes, restes posteriors a època medieval. És de pedra local unida amb argamassa. Els murs són de blocs de pedra grans, ben quadrats.
L'antiga església parroquial de Sant Vicenç és una església romànica que estava al costat del castell. Era d'una sola nau, amb volta de canó. A l'exterior i al llarg de la nau presenta a distàncies regulars, una mena de petits contraforts que sobresurten de l'estructura de la paret. El material constructiu és la pedra ben tallada en blocs petits i regulars. El sostre devia ser de teules. L'absis conserva arcuacions llombardes i lesenes.